# 228029 MANIAC
228029 MANIAC è un asteroide della fascia principale. Scoperto nel 2008, presenta un'orbita caratterizzata da un semiasse maggiore pari a 2,4625647 UA e da un'eccentricità di 0,2391050, inclinata di 0,30804° rispetto all'eclittica.